# شور درونی
شور درونی (به انگلیسی: Fires Within) فیلمی محصول سال ۱۹۹۱ و به کارگردانی گیلیان آرمسترانگ است. در این فیلم بازیگرانی همچون جیمی اسمیتس، گرتا اسکاکی، وینسنت دن آفریو و لوئیس آوالوس ایفای نقش کرده‌اند.